# Benin na Letnich Igrzyskach Olimpijskich 2008
Benin na Letnich Igrzyskach Olimpijskich 2008 reprezentowało 7 sportowców. Wystartowali w pływaniu, lekkoatletyce i taekwondo.
Był to 9. start reprezentacji Beninu na letnich igrzyskach olimpijskich.

## Reprezentanci

### Lekkoatletyka
- Mathieu Gnanligo Fousseni - bieg mężczyzn na 400m odpadł w eliminacjach
- Fabienne Feraez - bieg kobiet na 200m odpadła w eliminacjach
- Saka Souliath
- Narcisse Tevoedjre

### Pływanie
- Alois Dansou - styl dowolny mężczyzn na 50m odpadł w eliminacjach
- Gloria Koussihouede - styl dowolny kobiet na 50m odpadła w eliminacjach

### Taekwondo
- Jean Moloise Ogoudjobi - turniej mężczyzn do 58 kg odpadł w eliminacjach